# A Jóapátok epizódjainak listája
Ez a szócikk a Jóapátok című sorozat epizódjait listázza.

## Évados áttekintés
| Évad | Évad | Részek száma | Részek száma | Eredeti sugárzás   | Eredeti sugárzás | Eredeti adó | Magyar sugárzás   | Magyar sugárzás   | Magyar adó |
| Évad | Évad | Részek száma | Részek száma | Évadbemutató       | Évadzáró         | Eredeti adó | Évadbemutató      | Évadzáró          | Magyar adó |
| ---- | ---- | ------------ | ------------ | ------------------ | ---------------- | ----------- | ----------------- | ----------------- | ---------- |
|      | 1.   | 22           | 22           | 2016. október 24.  | 2017. május 15.  | CBS         | 2018. január 2.   | 2018. január 30.  | Viasat 3   |
|      | 2.   | 21           | 21           | 2017. november 13. | 2018. május 21.  | CBS         | 2019. február 2.  | 2019. április 13. | Sony Max   |
|      | 3.   | 13           | 13           | 2019. február 4.   | 2019. május 6.   | CBS         | 2020. március 14. | 2020. március 28. | Sony Max   |
|      | 4.   | 13           | 13           | 2020. április 2.   | 2020. június 11. | CBS         | 2024. március 20. | 2024. április 9.  | Viasat 6   |

## Epizódok

### Első évad (2016-2017)
| Sor. | Év. | Cím                                                | Rendező       | Író                                                          | Premier                             | Nézettség   | Gyártási szám |
| --- | --- | -------------------------------------------------- | ------------- | ------------------------------------------------------------ | ----------------------------------- | ----------- | ------------- |
| 1. | 1.  | Az első nap (Pilot)                                | James Burrows | Jeff Filgo,Jackie Filgo                                      | 2016. október 21. 2018. január 2.   | 7,42 millió | 101           |
| A vállalkozóként dolgozó Adam egyre több időt tölt három gyerekével, amikor felesége, Andi visszamegy dolgozni, és rájön az igazságra, amellyel minden szülő előbb-utóbb kénytelen szembesülni: akiket kis angyaloknak gondoltak, azok sokkal inkább megátalkodott rosszcsontok.              |     |                                                    |               |                                                              |                                     |             |               |
| 2. | 2.  | Két jegy a mennyországba (Two Tickets to Paradise) | James Burrows | Jeff Filgo,Jackie Filgo                                      | 2016. október 31. 2018. január 2.   | 5,95 millió | 102           |
| Amikor Adam ügyfele felajánl számára két régóta vágyott jegyet egy Pittsburgh Steelers meccsre, komoly választás elé néz: feleségét, Andit vigye magával, vagy bátyját, Dont. |     |                                                    |               |                                                              |                                     |             |               |
| 3. | 3.  | A bábszínház (The Puppet Theater)                  | James Burrows | Alex Herschlag                                               | 2016. november 7. 2018. január 3.   | 6,26 millió | 103           |
| Amikor Adamnak elege lesz lánya óvónője, Mrs. Rodriguez folyamatos követelőzéséből, elhamarkodott döntést hoz, ami igen nehéz helyzetbe hozza őt is, és feleségét, Andit is. |     |                                                    |               |                                                              |                                     |             |               |
| 4. | 4.  | Ruhátlanul (Un-Dressed)                            | Pamela Fryman | Jordan Reddout,Gus Hickey                                    | 2016. november 14. 2018. január 4.  | 6,18 millió | 104           |
| Amikor Don rábeszéli Adamet, hogy takarítsa ki a kacatokkal telepakolt garázsát, és alakítsa át saját kis birodalmává, Adam pánikolni kezd, amikor rájön, hogy elajándékozta Andi egyik nagy becsben tartott emléktárgyát.                                                                    |     |                                                    |               |                                                              |                                     |             |               |
| 5. | 5.  | Hálaadás (Thanksgiving)                            | James Burrows | Mark Gross                                                   | 2016. november 21. 2018. január 5.  | 5,98 millió | 105           |
| Andinak igencsak nehezére esik, hogy nem veheti kezébe az irányítást, amikor Adam elvállalja, hogy megszervezi az iskolai nagy Hálaadási ünnepséget Donnel és Lowellel. |     |                                                    |               |                                                              |                                     |             |               |
| 6. | 6.  | Mikor a fal adja a másikat (Holey War)             | James Burrows | Tommy Johnagin                                               | 2016. december 5. 2018. január 8.   | 6,18 millió | 106           |
| Mivel egyik gyerek sem vallja be, hogy ki ütötte a lyukat a falon, Adam és Andi összefog, hogy megtalálják a „bűnöst”. |     |                                                    |               |                                                              |                                     |             |               |
| 7. | 7.  | Ha eljön a tél (Winter Has Come)                   | James Burrows | Farhan Arshad                                                | 2016. december 12. 2018. január 9.  | 6,62 millió | 107           |
| Amikor egy hóvihar miatt a Burns család nem tudja meglátogatni a nagyszülőket karácsonykor, Adam és Andi minden erejével próbálja elkerülni, hogy katasztrofális fordulatot vegyen az ünnep.                                                                                                  |     |                                                    |               |                                                              |                                     |             |               |
| 8. | 8.  | Adam helytáll (Adam Steps Up)                      | Pamela Fryman | Greg Mettler                                                 | 2016. december 19. 2018. január 10. | 6,17 millió | 108           |
| Amikor Adam idősebbik lánya életében jelentős esemény történik, és Andi pont nincs a közelben, a férfi megpróbálja megőrizni hidegvérét, és óvatosan segítséget nyújtani. Andi elviszi Emme-t és Teddy-t az állatkertbe, de forgalmi dugóba kerülnek Emme idegesítő beszélő játékával együtt. |     |                                                    |               |                                                              |                                     |             |               |
| 9. | 9.  | Bonyodalom Bobbal? (What About Bob?)               | Pamela Fryman | Tommy Johnagin                                               | 2017. január 2. 2018. január 11.    | 6,55 millió | 109           |
| Adam megpróbál úgy tenni, mintha nem lenne féltékeny, amikor rájön, hogy Andi egyik közeli barátjával dolgozik együtt. |     |                                                    |               |                                                              |                                     |             |               |
| 10. | 10. | Családi perpatvar (A Dinner Gone Wrong)            | Pamela Fryman | Mark Gross                                                   | 2017. január 16. 2018. január 12.   | 7,70 millió | 110           |
| Amikor Andi és Marcy ismét előhozza a középiskolát, ahol egymás riválisai voltak, Adam és Don is belekeveredik a viszályba, és kénytelenek valamelyikük mellé állni. |     |                                                    |               |                                                              |                                     |             |               |
| 11. | 11. | A méhecskék és a virág (The Talk)                  | Pamela Fryman | Alex Herschlag                                               | 2017. január 23. 2018. január 15.   | 7,69 millió | 111           |
| Amikor Adam és Andi sort kerít a rettegett beszélgetésre Teddy-vel és Kate-tel, a furcsa hozzáállásuk igencsak kényelmetlen helyzetbe hozza a srácokat. |     |                                                    |               |                                                              |                                     |             |               |
| 12. | 12. | A három Amigó (The Three Amigos)                   | Phill Lewis   | Jordan Reddout,Gus Hickey                                    | 2017. február 6. 2018. január 16.   | 7,25 millió | 112           |
| Amikor Andi rábeszéli Adamet, hogy barátkozzon Lowellel, Don úgy érzi, hogy magára hagyták, ezért Andinek kell békét teremteni közöttük. Mrs. Rodriguez elmondja Andinek, hogy szexuális tartalmú álma volt Adammel.                                                                          |     |                                                    |               |                                                              |                                     |             |               |
| 13. | 13. | Valentin nap (Valentine's Day)                     | James Burrows | Greg Mettler                                                 | 2017. február 13. 2018. január 17.  | 7,20 millió | 113           |
| Amikor Adam és Andi babysittere lemondja a Valentin napot, megpróbálják túlélni, hogy Kate-re kell bízniuk a babát. Mivel Don semmi romantikussal sem készült Marcy számára, megpróbálja ellopni Adam ötletét.                                                                                |     |                                                    |               |                                                              |                                     |             |               |
| 14. | 14. | Kate első randija (Kate's First Date)              | Pamela Fryman | Farhan Arshad                                                | 2017. február 20. 2018. január 18.  | 6,75 millió | 114           |
| Amikor Kate-et elhívják az első randijára, Adam nem tudja kordában tartani védelmező énjét. Don Lowelltől kér segítséget, mivel tökéletes évfordulós ajándékot szeretne venni Marcy számára.                                                                                                  |     |                                                    |               |                                                              |                                     |             |               |
| 15. | 15. | Nagyszülői gondoskodás (Assisted Living)           | Pamela Fryman | Jeff Filgo,Jackie Filgo                                      | 2017. február 27. 2018. január 19.  | 6,61 millió | 115           |
| Adam szülei bejelentés nélkül toppannak be, és meglepő tervekkel állnak elő jövőjükkel kapcsolatosan. |     |                                                    |               |                                                              |                                     |             |               |
| 16. | 16. | Párok (The A Team)                                 | Pamela Fryman | Alex Herschlag                                               | 2017. március 13. 2018. január 22.  | 6,34 millió | 116           |
| Adam és Andi komolyan megdöbbennek, amikor végül találkoznak Lowell feleségével, Jennel. |     |                                                    |               |                                                              |                                     |             |               |
| 17. | 17. | Orvos gondok (Doctor No)                           | Pamela Fryman | Greg Mettler                                                 | 2017. március 20. 2018. január 23.  | 5,32 millió | 117           |
| Amikor Adam meggyőzi csökönyös apját, hogy menjen el az orvoshoz, megtud néhány olyan dolgot, amit az apja elhallgatott előle. |     |                                                    |               |                                                              |                                     |             |               |
| 18. | 18. | Hibáztatósdi (The Blame Game)                      | James Burrows | Tommy Johnagin                                               | 2017. április 10. 2018. január 24.  | 5,33 millió | 118           |
| Adam és Don ravasz módját választja annak, hogy miként kerüljenek ki a zűrből a feleségeikkel. |     |                                                    |               |                                                              |                                     |             |               |
| 19. | 19. | Tavaszi bezsongás (Spring Fling)                   | Pamela Fryman | Történet: Mark Gross                                         | 2017. április 17. 2018. január 25.  | 5,42 millió | 119           |
| Amikor az egyik ügyfél nem akarja, hogy Don is eljöjjön az egyik fontos megbeszélésre, Adam minden követ megmozgat, hogy megvédje bátyja érzéseit. Andi megpróbál bevágódni Mrs. Rodrigueznél, hogy biztos legyen, hogy Emme a legjobb tanárt kapja az első évben.                            |     |                                                    |               |                                                              |                                     |             |               |
| 20. | 20. | Piszkos anyagiak (Dirty Money)                     | James Burrows | Történet: Farhan Arshad Tévéjáték: Jordan Reddout,Gus Hickey | 2017. május 1. 2018. január 26.     | 5,36 millió | 120           |
| Adam és Andi pénzszűkébe kerül, és pénzt kér kölcsön Joe-tól, de hamarosan megbánják. |     |                                                    |               |                                                              |                                     |             |               |
| 21. | 21. | Hamis szabadság (Operation False Freedom)          | Gail Mancuso  | Történet: Jeff Filgo,Jackie Filgo                            | 2017. május 8. 2018. január 29.     | 5,16 millió | 121           |
| Amikor Adam és Andi felfedezi, hogy Kate hazudik nekik a hollétéről kapcsolatosan, tervet szőnek, hogy rajtakapják. |     |                                                    |               |                                                              |                                     |             |               |
| 22. | 22. | Babapara (Buzzer Beater)                           | Gail Mancuso  | Történet: Greg Mettler                                       | 2017. május 15. 2018. január 30.    | 5,73 millió | 122           |
| Az évadzáró részben Adam és Andi eljátszadozik a gondolattal, hogy még egy gyereket vállalnak, amikor Don és Marcy újszülött unokája érkezik látogatóba. |     |                                                    |               |                                                              |                                     |             |               |

### Második évad (2017-2018)
| Sor. | Év. | Cím                                                                                                   | Rendező         | Író                           | Premier                              | Nézettség   | Gyártási szám |
| --- | --- | --- | --------------- | ----------------------------- | ------------------------------------ | ----------- | ------------- |
| 23. | 1.  | Az ezüst róka (The Silver Fox)                                                                        | Andy Cadiff     | Mark Gross                    | 2017. november 13. 2019. február 2.  | 5,38 millió | 201           |
| Andi felfogad egy csinos, fiatal bébiszittert, Sophiát, hogy figyeljen a srácokra, de féltékeny lesz, amikor a lánya, Kate inkább őhozzá fordul tanácsért. Sophia elmondja Adamnek, hogy vonzódik hozzá. |     | |                 |                               |                                      |             |               |
| 24. | 2.  | Andi pasija (Andi's Boyfriend)                                                                        | Andy Cadiff     | Tommy Johnagin                | 2017. november 20. 2019. február 2.  | 5,44 millió | 202           |
| Amikor Adam rájön, hogy az általa az esküvőre felkért pap egy csaló, és emiatt ő és Andi igazából nem is házasok, mindent megtesz, hogy megtalálja a módját annak, hogy helyrehozza a dolgot, mielőtt Andi rájönne. |     | |                 |                               |                                      |             |               |
| 25. | 3.  | Szülői bosszú (The Parents Strike Back)                                                               | Andy Cadiff     | Rob Des Hotel                 | 2017. november 27. 2019. február 9.  | 5,70 millió | 203           |
| Amikor a srácok nem hajlandóak házimunkát végezni, Adam és Andi úgy dönt, hogy ők is sztrájkolni kezdenek. |     | |                 |                               |                                      |             |               |
| 26. | 4.  | Füves kérdés (Into the Weeds)                                                                         | Gail Mancuso    | Jeff Filgo,Jackie Filgo       | 2017. december 4. 2019. február 9.   | 6,42 millió | 104           |
| Adam úgy gondolja, hogy Kate barátja, Tyler drogozik, ezért úgy dönt, hogy beszél Tylerrel, de ebben Andi nem támogatja. Don elmondja Lowellnek, hogy vannak bizonyos irodai „szabályok”, amelyeket neki is be kell tartania, de Lowell úgy sejti, hogy ezeket csak ő találja ki.                                          |     | |                 |                               |                                      |             |               |
| 27. | 5.  | Adam, a szexista (Battle of the Sexists)                                                              | Andy Cadiff     | Ethan Sandler,Adrian Wenner   | 2017. december 11. 2019. február 16. | 5,70 millió | 205           |
| Adamnek új projektmenedzsert kell találnia, Andi viszont azzal vádolja Adamet, hogy tudat alatt elfogult, mivel csak férfiakat hallgat meg az állásra. Andi segít Kate-nek helyet találni a fiúk iskolai focicsapatában.                                                                                                   |     | |                 |                               |                                      |             |               |
| 28. | 6.  | Adam, a jó szomszéd (Adam Gets Neighborly)                                                            | Victor Gonzalez | Tommy Johnagin,Farhan Arshad  | 2017. december 18. 2019. február 16. | 5,61 millió | 206           |
| Adam és Andi megpróbál visszakerülni szomszédjaik kegyeibe, miután senki sem jelenik meg a rögtönzött vacsorájukon. |     | |                 |                               |                                      |             |               |
| 29. | 7.  | A hősök (We Can Be Heroes)                                                                            | Victor Gonzalez | Greg Mettler                  | 2018. január 15. 2019. február 23.   | 6,68 millió | 207           |
| Amikor váratlan kiadások szakadnak Adam és Andi nyakába, mind a ketten úgy döntenek, hogy felhagynak valamelyik luxus szokásukkal annak érdekében, hogy vissza tudják fizetni az adósságot. |     | |                 |                               |                                      |             |               |
| 30. | 8.  | Parazita para (Lice Lice Baby)                                                                        | Gail Mancuso    | Farhan Arshad                 | 2018. január 22. 2019. február 23.   | 6,74 millió | 208           |
| Amikor Adam magával viszi a srácokat a munkába, akaratlanul is fejtetűvel fertőzik meg az egyik legfontosabb ügyfelüket. Andi rossz anyának érzi magát, amikor kiderül, hogy ő az egyetlen a családban, aki nem lett tetves.                                                                                               |     | |                 |                               |                                      |             |               |
| 31. | 9.  | Fegyveres konfliktus (The Gunfight)                                                                   | Andy Cardiff    | Gregg Mettler                 | 2018. január 29. 2019. március 2.    | 6,64 millió | 209           |
| Amikor Adam észreveszi, hogy édesapja fokozatosan egyre feledékenyebb lesz, komolyan elgondolkozik rajta, hogy miként beszélje ezt meg vele. |     | |                 |                               |                                      |             |               |
| 32. | 10. | Adam állati jó Valentin napja (Adam's Turtle-y Awesome Valentine's Day)                               | Gail Mancuso    | Jessica Runck                 | 2018. február 5. 2019. március 2.    | 6,46 millió | 210           |
| Amikor Adam és Andi megállapodnak, hogy Valentin napra nem adnak egymásnak ajándékot, Adam inkább édesanyját ajándékozza meg azzal, amit Andinek nézett ki. |     | |                 |                               |                                      |             |               |
| 33. | 11. | Találd ki, ki jön reggelire, ebédre és vacsorára! (Guess Who's Coming to Breakfast, Lunch and Dinner) | Victor Gonzalez | Ethan Sandler & Adrian Wenner | 2018. február 26. 2019. március 8.   | 5,92 millió | 211           |
| Amikor Andi ráveszi Bevet, hogy vállaljon önkéntes munkát a kórházban, Joe halálra unja magát, és elkezd túl sok időt tölteni Adammel. |     | |                 |                               |                                      |             |               |
| 34. | 12. | Győztesek ideje (Everybody's a Winner)                                                                | Joanna Kerns    | Mark Gross                    | 2018. március 5. 2019. március 8.    | 5,90 millió | 212           |
| Amikor Andi és Adam teljesen ellentétes véleményen van azzal kapcsolatosan, hogy Kate egy nála idősebb fiúval menjen el a bálba, Adam megpróbál túljárni Andi eszén, hogy megnyerje a vitát. |     | |                 |                               |                                      |             |               |
| 35. | 13. | A partiszervező (The Party Planner)                                                                   | Ben Weiss       | Rob DesHotel                  | 2018. március 12. 2019. március 16.  | 6,35 millió | 213           |
| Adam megpróbálja egy vacsorával meglepni Andit születésnapján, de közben rájön, hogy a vendégek összeszervezése egyáltalán nem egyszerű feladat. |     | |                 |                               |                                      |             |               |
| 36. | 14. | Márciusi muri (March Madness)                                                                         | Victor Gonzalez | Tommy Johnagin                | 2018. március 19. 2019. március 16.  | 5,45 millió | 214           |
| Amikor Adam és Andi elveszti a videót, amelyet egy intim pillanatukról készítettek véletlenül, kénytelenek megtalálni a felvételt, mielőtt valaki más is meglátná. |     | |                 |                               |                                      |             |               |
| 37. | 15. | Konok rokonok (Out With The In-Laws)                                                                  | Victor Gonzalez | Jackie Filgo & Jeff Filgo     | 2018. március 26. 2019. március 23.  | 5,44 millió | 215           |
| Amikor Andi szülei úgy döntenek, hogy meglátogatják őt Húsvétra, Adam és Andi kénytelen békét teremteni a szüleik között. |     | |                 |                               |                                      |             |               |
| 38. | 16. | Április bolondja (April Fools)                                                                        | Pamela Fryman   | Ethan Sandler & Adrian Wenner | 2018. április 9. 2019. március 23.   | 5,48 millió | 216           |
| Adam köti az ebet a karóhoz, hogy a másokkal való tréfálkozás csak egy ártatlan móka, ezért Andi kieszel számára egy csalafinta tréfát, hogy megleckéztesse. |     | |                 |                               |                                      |             |               |
| 39. | 17. | Pünkösdi királyság (King for a Day)                                                                   | Victor Gonzalez | Jessica Runck                 | 2018. április 16. 2019. március 30.  | 5,06 millió | 217           |
| Amikor Adam megtudja, hogy Andi önös érdekből titkolózik előtte, megpróbálja kideríteni, hogy mit rejteget előle Andi. |     | |                 |                               |                                      |             |               |
| 40. | 18. | A Burn szisztéma (The Burns System)                                                                   | Victor Gonzalez | Farhan Arshad                 | 2018. április 30. 2019. március 30.  | 4,79 millió | 218           |
| Adamet izgalommal tölti el, és megtiszteltetésnek veszi, hogy segíthet Joe-nak autót vásárolni, de igencsak meglepődik, amikor Joe váratlanul felkapja a vizet, és emiatt vakvágányra fut az alkudozás. Andi rájön, hogy Emme egy kígyót rejteget magánál, úgyhogy ki kell találnia, miként szabadulhatna meg az állattól. |     | |                 |                               |                                      |             |               |
| 41. | 19. | Félünk a pénztől (We Hate Money)                                                                      | Victor Gonzalez | Rob Des Hotel                 | 2018. május 7. 2019. április 6.      | 4,91 millió | 219           |
| Amikor Adam és Don ráeszmél, hogy még jobban fel kell futtatniuk az üzletet, készítenek egy reklámot a vállalatukról. Andi összeszedi minden bátorságát, hogy fizetésemelést kérjen a főnökétől. |     | |                 |                               |                                      |             |               |
| 42. | 20. | A kerítők (We Got a Girl)                                                                             | Pamela Fryman   | Mark Gross                    | 2018. május 14. 2019. április 6.     | 5,46 millió | 220           |
| Adam és Andi randit szerveznek Adam főnökének abban a reményben, hogy talán így jobb kedvre derül, és talán visszaveszi Adamet a munkába. |     | |                 |                               |                                      |             |               |
| 43. | 21. | Családi vállalkozás (Family Business)                                                                 | Victor Gonzalez | Gregg Mettler                 | 2018. május 21. 2019. április 13.    | 5,69 millió | 221           |
| Mivel nem találnak munkát, ezért Andi azzal az ötlettel áll elő, hogy neki és Adamnek együtt kellene vállalkozást indítaniuk. Adam számára komoly kihívást jelent Joe és Bev konyhájának a felújítása. |     | |                 |                               |                                      |             |               |

### Harmadik évad (2019)
| Sor. | Év. | Cím                                                | Rendező          | Író                            | Premier                             | Nézettség   | Gyártási szám |
| --- | --- | -------------------------------------------------- | ---------------- | ------------------------------ | ----------------------------------- | ----------- | ------------- |
| 44. | 1.  | Asszony biztos iroda (Wife-Proof)                  | Terry Hughes     | Jeff Filgo és Jackie Filgo     | 2019. február 4. 2020. március 14.  | 6,17 millió | 301           |
| Adam megpróbálja otthonosabbá tenni az irodát, mivel mostantól napi szinten fog együtt dolgozni Andival. Lowell sorsfordító titkot rejteget. |     |                                                    |                  |                                |                                     |             |               |
| 45. | 2.  | Igen, talán (Yeah, Maybe)                          | Terry Hughes     | Gregg Mettler                  | 2019. február 11. 2020. március 14. | 5,63 millió | 302           |
| Amikor Adam és Andi között nézeteltérés alakul ki az irodában, megoldást kell találniuk rá annak érdekében, hogy az ne okozzon otthon is problémát. A srácok megpróbálják elérni, hogy Lowell továbbra is velük lakjon, miután rájönnek, hogy elképesztően jól főz. |     |                                                    |                  |                                |                                     |             |               |
| 46. | 3.  | A bunyó (Put Him On the Ground)                    | Terry Hughes     | Tommy Johnagin                 | 2019. február 18. 2020. március 14. | 5,26 millió | 303           |
| Amikor Adam szemtanúja lesz, hogy az egyik gyerek ellöki Emme-t, rábeszéli Teddyt, hogy vágjon vissza, és védje meg húgát. Ez viszont komolyan aggodalmat kelt Andiban. Adam és Don meggyőzi Joe-t, hogy fogadjon fel egy ápolót, aki kisegíti őket a férfi közelgő térdműtétje után. |     |                                                    |                  |                                |                                     |             |               |
| 47. | 4.  | Lyuk Labda (Adam's Wall Hole Bowl)                 | Terry Hughes     | Farhan Arshad                  | 2019. február 25. 2020. március 14. | 5,94 millió | 304           |
| Egy vállalkozó rájön, hogy három fiatal gyerekének a gondozása élete legnehezebb feladata lesz. Amikor Adam felesége visszamegy dolgozni, a férfira háruló otthoni felelősség maga alá temeti, de felesége támogatásával és néhány hasonlóan stresszes szülő segítségével Adam rendezi sorait, lefekteti a szabályokat, és megpróbálja kialakítani a saját új világrendjét. |     |                                                    |                  |                                |                                     |             |               |
| 48. | 5.  | Modern szülők (The New Old School)                 | Jamie Widdoes    | Gregg Mettler                  | 2019. március 4. 2020. március 21.  | 4,93 millió | 305           |
| Egy vállalkozó rájön, hogy három fiatal gyerekének a gondozása élete legnehezebb feladata lesz. Amikor Adam felesége visszamegy dolgozni, a férfira háruló otthoni felelősség maga alá temeti, de felesége támogatásával és néhány hasonlóan stresszes szülő segítségével Adam rendezi sorait, lefekteti a szabályokat, és megpróbálja kialakítani a saját új világrendjét. |     |                                                    |                  |                                |                                     |             |               |
| 49. | 6.  | Áll szemérmetlen ajánlat (Semi-Indecent Proposal)  | Ben Weiss        | Rob DesHotel                   | 2019. március 11. 2020. március 21. | 5,30 millió | 306           |
| Egy vállalkozó rájön, hogy három fiatal gyerekének a gondozása élete legnehezebb feladata lesz. Amikor Adam felesége visszamegy dolgozni, a férfira háruló otthoni felelősség maga alá temeti, de felesége támogatásával és néhány hasonlóan stresszes szülő segítségével Adam rendezi sorait, lefekteti a szabályokat, és megpróbálja kialakítani a saját új világrendjét. |     |                                                    |                  |                                |                                     |             |               |
| 50. | 7.  | Etye-petye hotel (Hotel Hanky Panky)               | Michael McDonald | Mark Gross                     | 2019. március 18. 2020. március 21. | 5,09 millió | 307           |
| Egy vállalkozó rájön, hogy három fiatal gyerekének a gondozása élete legnehezebb feladata lesz. Amikor Adam felesége visszamegy dolgozni, a férfira háruló otthoni felelősség maga alá temeti, de felesége támogatásával és néhány hasonlóan stresszes szülő segítségével Adam rendezi sorait, lefekteti a szabályokat, és megpróbálja kialakítani a saját új világrendjét. |     |                                                    |                  |                                |                                     |             |               |
| 51. | 8.  | Adam, oldalas (Adam's Ribs)                        | Kari Lizer       | Rob DesHotel                   | 2019. március 25. 2020. március 21. | 5,40 millió | 308           |
| Egy vállalkozó rájön, hogy három fiatal gyerekének a gondozása élete legnehezebb feladata lesz. Amikor Adam felesége visszamegy dolgozni, a férfira háruló otthoni felelősség maga alá temeti, de felesége támogatásával és néhány hasonlóan stresszes szülő segítségével Adam rendezi sorait, lefekteti a szabályokat, és megpróbálja kialakítani a saját új világrendjét. |     |                                                    |                  |                                |                                     |             |               |
| 52. | 9.  | Adam bácsi (Adam Acts His Age)                     | Kevin Bright     | Mark Gross                     | 2019. április 1. 2020. március 28.  | 5,32 millió | 309           |
| Adamnak beáll a dereka az 50. születésnapján, de nem mond le a tervéről, hogy elmenjen a crossmotoros kirándulásra, mivel már túl régóta tervezi, hogy kihúzza azt a bakancslistájáról. Don és Adam prémiumot osztogat a munkahelyükön, és ezt követően mindenki azon gondolkozik, hogy mire is költse a pénzt. |     |                                                    |                  |                                |                                     |             |               |
| 53. | 10. | Nincs szükség hősökre (We Don't Need Another Hero) | Anthony Rich     | Tommy Johnagin                 | 2019. április 15. 2020. március 28. | 5,06 millió | 310           |
| Adam igen büszke, amikor Teddy ötöst kap a mintaképéről írt fogalmazásra irodalom órán, de büszkesége hamar csalódottságba fordul, amikor rájön, hogy a szöveg Andiról szól. Adam azzal tölti a következő néhány napot, hogy bizonyítsa Teddy számára, hogy ő az „igazi hős” a fia számára. |     |                                                    |                  |                                |                                     |             |               |
| 54. | 11. | Túra láz (Cabin Fever)                             | Anthony Rich     | Adrian Wenner és Ethan Sandler | 2019. április 22. 2020. március 28. | 5,03 millió | 311           |
| Amikor Adam véletlenül meghívja Andit a srácokkal tartott évenkénti kirándulására, megpróbálja visszacsinálni a meghívást, ami csak tovább ront a helyzeten. |     |                                                    |                  |                                |                                     |             |               |
| 55. | 12. | Nyugodt vidéki élet (Clean Country Living)         | Michael McDonald | Adrian Wenner és Ethan Sandler | 2019. április 29. 2020. március 28. | 5,32 millió | 312           |
| Adam Marcy-t kéri meg arra, hogy tegye helyre Andi beképzelt húgát, Kellyt, amikor látogatóba érkezik hozzájuk. De még mielőtt Marcy bármit is tehetne, megtudják, hogy Kelly elvesztette az állását, és a magány miatt depressziós is lett. Kelly hamar helyrejön, és nem sokkal később Adam és Andi már Lowell-lel találja az ágyban. |     |                                                    |                  |                                |                                     |             |               |
| 56. | 13. | A beavatkozás (ok) (The Intervention(s))           | Michael McDonald | Jessica Runck                  | 2019. május 6. 2020. március 28.    | 4,87 millió | 313           |
| Adam és Andi azt tervezi, hogy szakterapeuta segítségét kérik Lowell számára, miután látják, hogy Andi húgával, Kellyvel való kapcsolata mennyire kezdi megváltoztatni őt. Kelly váratlanul betoppan, és meglepő módon a kedvesebb oldalát mutatja. Kezdi a többieket egyenként meggyőzni arról, hogy teljesen megváltozott, csak Adam nem hagyja magát megtéveszteni. Adam végül kénytelen lesz valamilyen trükkhöz folyamodni, ha azt akarja, hogy fény derüljön Kelly titkos szándékára. |     |                                                    |                  |                                |                                     |             |               |

### Negyedik évad (2020)
| Sor. | Év. | Cím                                              | Rendező      | Író                       | Premier                             | Nézettség   | Gyártási szám |
| ---- | --- | ------------------------------------------------ | ------------ | ------------------------- | ----------------------------------- | ----------- | ------------- |
| 57.  | 1.  | A V betűs szó (The V-Word)                       | Ben Weiss    | Gregg Mettler             | 2020. április 2. 2024. március 20.  | 7,01 millió | 401           |
| 58.  | 2.  | A hanta gép (Adam's Big Little Lie)              | Terry Hughes | Jamie Lissow              | 2020. április 9. 2024. március 21.  | 5,96 millió | 402           |
| 59.  | 3.  | Az ex-akták (The Ex Files)                       | Terry Hughes | Steve Joe                 | 2020. április 16. 2024. március 22. | 5,60 millió | 403           |
| 60.  | 4.  | Teddy, a macsó (Going All the Way)               | Terry Hughes | Mark Gross                | 2020. április 16. 2024. március 25. | 6,56 millió | 404           |
| 61.  | 5.  | Az ételmérgezés (Winner Winner Chicken Salad)    | Terry Hughes | Jeff Filgo & Jackie Filgo | 2020. április 23. 2024. március 26. | 5,84 millió | 405           |
| 62.  | 6.  | A párterápia (Couples Therapy)                   | Terry Hughes | Gregg Mettler             | 2020. április 30. 2024. március 27. | 6,59 millió | 406           |
| 63.  | 7.  | Haver, hol a hajóm? (Dude, Where's My Boat?)     | Ben Weiss    | Farhan Arshad             | 2020. április 30. 2024. március 28. | 6,07 millió | 407           |
| 64.  | 8.  | Nincs bocsánat (Adam's Not Sorry)                | Terry Hughes | Tommy Johnagin            | 2020. május 7. 2024. április 2.     | 6,10 millió | 408           |
| 65.  | 9.  | Anyós a háznál (Stuck in the Middle with You)    | Anthony Rich | Jessica Runck             | 2020. május 14. 2024. április 3.    | 5,67 millió | 409           |
| 66.  | 10. | Szigorú nevelés (Full Metal Teddy)               | Anthony Rich | John "Jack" O'Brien       | 2020. május 21. 2024. április 4.    | 5,42 millió | 410           |
| 67.  | 11. | Páros megcsalás (Adam and Andi See Other People) | Anthony Rich | Tommy Johnagin            | 2020. május 28. 2024. április 5.    | 5,06 millió | 411           |
| 68.  | 12. | Miss Katie sofőrje (Driving Miss Katie)          | Anthony Rich | Steve Joe                 | 2020. június 4. 2024. április 8.    | 4,84 millió | 412           |
| 69.  | 13. | Tökéletlen meglepetés (Happy Ann-RV-sary)        | Gail Mancuso | Mark Gross                | 2020. június 11. 2024. április 9.   | 5,03 millió | 413           |

## Fordítás
Ez a szócikk részben vagy egészben  a   Man with a Plan (TV series) című angol Wikipédia-szócikk ezen változatának fordításán alapul.  Az eredeti cikk szerkesztőit annak laptörténete sorolja fel. Ez a jelzés csupán a megfogalmazás eredetét és a szerzői jogokat jelzi, nem szolgál a cikkben szereplő információk forrásmegjelöléseként.